# Leidling
Leidling ist ein Ortsteil des Marktes Burgheim im Landkreis Neuburg-Schrobenhausen im Regierungsbezirk Oberbayern.

## Geographie
Das Pfarrdorf Leidling liegt an der Staatsstraße 2050 zwischen Burgheim und Sinning. Vor Jahrtausenden floss die Donau durch ein Tal, das über Leidling und Sinning in das Donaumoos führte. Doch die Donau grub sich einen anderen Weg, so dass diese Täler im Laufe der Zeit austrockneten.

## Wirtschaft
Bis in die 1970er Jahre war die Landwirtschaft der bedeutendste Wirtschaftsfaktor in Leidling. Von damals ca. 26 hauptberuflichen Landwirten sind heute nur noch fünf übrig. Daneben gibt es noch eine Schreinerei.

## Geschichte
Gegründet wurde Leidling um 600 n. Chr. von den einwandernden Baiern. Ursprünglich nannte sich das Dorf „die Siedlung des Luitilo“. Es gehörte von Anfang an zum herzoglichen, dann zum königlichen Amt Neuburg und damit von 1197 bis 1247 den Pappenheimern. Die erste urkundliche Erwähnung findet sich im Pappenheimer Urbar. Das Patronatsrecht der Kirche ging 1267 von den Pappenheimern an die Wittelsbacher über, die es um 1360 den Benediktinerinnen in Neuburg schenkten. In der Reformationszeit wird Leidling evangelisch.
Die Einwohnerzahl ist seit den 1930er Jahren konstant bei ca. 200 Einwohnern.
Bis zum 1. Juli 1972 gehörte die selbstständige Gemeinde Leidling zum Landkreis Neuburg an der Donau und fiel dann im Zuge der Gebietsreform in Bayern an den neugegründeten Landkreis Neuburg-Schrobenhausen. Am 1. Juli 1975 erfolgte die Eingemeindung in den Markt Burgheim.

## Pfarrei
Die katholische Pfarrei St. Georg gehört zur Pfarreiengemeinschaft Burgheim, Dekanat Neuburg-Schrobenhausen im Bistum Augsburg. Der Turm und die Südwestecke des Kirchenschiffes der Pfarrkirche entstanden um 1400. Der gotische Taufstein stammt ebenfalls aus dieser Zeit.
Im 17. Jahrhundert kamen noch das Schiff mit Vorzeichen und die Sakristei hinzu. Zur selben Zeit entstanden auch die Kanzel sowie das Hochaltarbild des Heiligen Georg. Eine umfangreiche Renovierung wurde Ende 2017 abgeschlossen.

## Vereine
- Burschenverein
- Freiwillige Feuerwehr Leidling